# Fang The Goldenman
Fang The Golden Man anciennement Fang, de son vrai nom Guy Assoumou Essono, né le 17 avril 1983 à Libreville, est un rappeur, auteur-compositeur-interprète, producteur, réalisateur et infographe gabonais,,,,,,,,,. Il est l'un des artistes hip-hop les plus influents du Gabon. En 2014 il est désigné par plusieurs médias gabonais comme l'un des rappeur gabonais ayant été le plus diffusé, il est également l'un des rappeurs gabonais les plus connus[1].
Après ses diverses intégrations dans plusieurs collectifs, ce n'est qu'en 2005 qu'il se fait remarquer et signe la même année son premier titre officiel l'afer ki die produit par son premier label K-zino management où il fera ses premier pas. En 2006 il crée son propre label Engong-Inc et sort le titre qui le révèle au grand publique Le métronome. L'année 2008 voit la sortie de son album Mon dernier bling qui lancera la mode du bling-bling au Gabon, puis sort la même année une production destinée à asseoir la réputation de son label, Engong-Inc Industrie. En 2010 Fang the goldenman se lance un nouveau défi, celui de réunir 14 artiste de la même année sur un seul morceau, c'est le projet Milla boss. Les années suivantes sont autant de singles mis dans les bacs, 2011 voit la sortie du titre MR F.A qui lui vaudra d'ailleurs le surnom précédent. 2012 voit la sortie de Dormir seul, il s'agit d'un partenariat avec une artiste locale, titre qui se hissera parmi les meilleurs tubes de l'année de même que les titres DO IT et Euphorbia millii sortis la même année. C'est en 2013 quand il défraye la chronique avec son titre T.L.M.NO qu'il acquiert un nouveau statut.

## Discographie

### Albums studio
- 2008: Mon dernier bling

### Singles
- 2005: L'afer ki die
- 2005: La tumbero
- 2006: Le métronome
- 2008: Mon dernier bling
- 2008: Engong-Inc Industrie
- 2010: Milla boss
- 2011: Mr F.A
- 2012: Dormir seul
- 2012: Do it
- 2012: Euphorbia millii
- 2013: T.L.M.NO
- 2013: Far West
- 2014: Ene ete
- 2014: L'argent est bien
- 2015: Original
- 2016: Medang One
- 2016: 10 000 Raisons

### Initiatives
- Projet Trap Ndoss (2021)